# Стэкинг

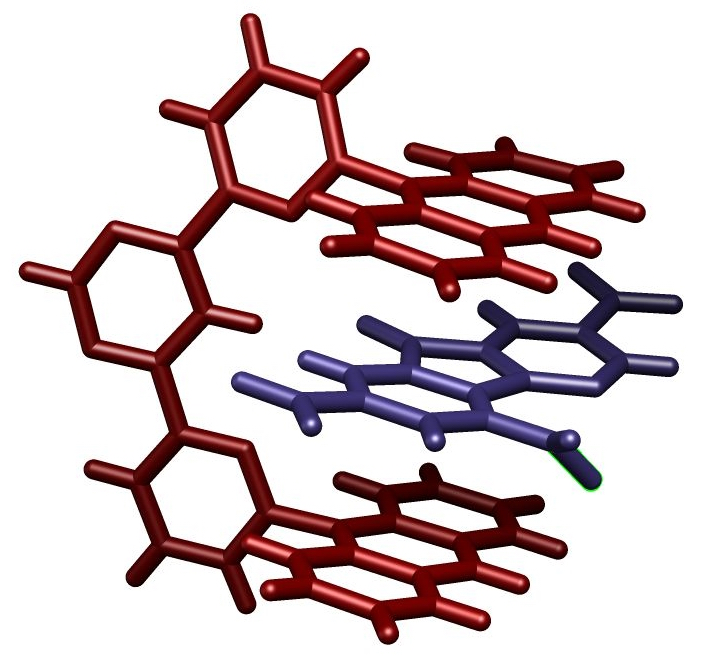
Кристаллическая структура тринитрофлуорена, связанного в молекулярных щипцах посредством ароматических стэкинг-взаимодействий. По сообщению Lehn с сотр.

Термин стэкинг в супрамолекулярной химии относится к такому расположению ароматических молекул, которое напоминает расположение монет в стопке и поддерживается ароматическими взаимодействиями. Наиболее популярный пример такого расположения наблюдается в последовательных парах оснований ДНК. Стэкинг также часто наблюдается в белках, когда два относительно неполярных кольца имеют перекрывающиеся π-орбитали. Точная природа таких взаимодействий (электростатическая или неэлектростатическая) остаётся предметом обсуждений.

## Стэкинг в химии

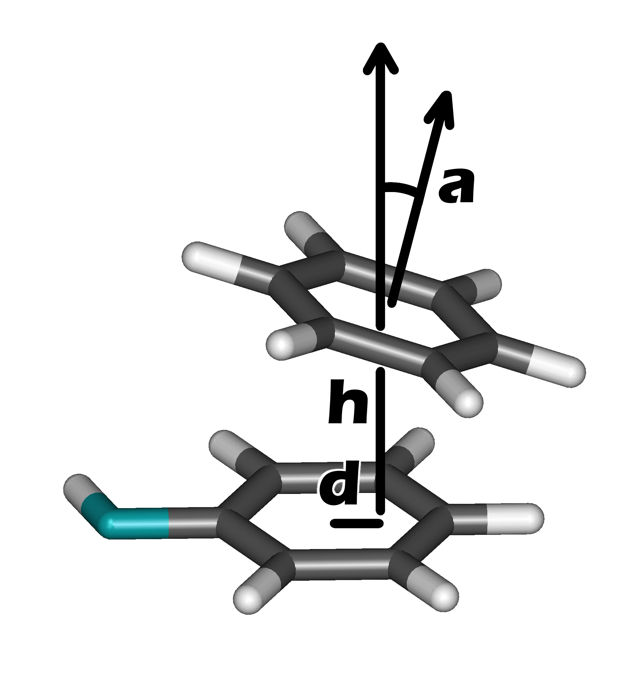
Параметры, используемые при описании π-стэкинг-взаимодействий.

В органической химии ароматическое взаимодействие (или π-π-взаимодействие) — это нековалентное взаимодействие между органическими соединениями, содержащими ароматические компоненты. π-π-взаимодействия вызываются межмолекулярным перекрыванием p-орбиталей в π-сопряженных системах, так что они становятся сильнее, поскольку число π-электронов возрастает. К нековалентным взаимодействиям также относятся электростатические взаимодействия, силы Ван-дер-Ваальса, взаимодействия, связанные с переносом заряда.
В π-π-взаимодействие вовлечены исключительно плоские ароматические соединения, такие как антрацен, трифенилен, коронен, по причине наличия делокализованных π-электронов. Это взаимодействие, несколько более сильное, чем другие нековалентные взаимодействия, играет важную роль в различных областях супрамолекулярной химии. Очевидно, в частности, что π-π-взаимодействия оказывают значительное влияние на формирование кристаллической структуры ароматических соединений, а также на свойства столь различных полимеров, как арамиды, полистирол, ДНК, РНК, белки и пептиды.

## Стэкинг в биологии
В ДНК параллельный стэкинг имеет место между соседними парами нуклеотидов и повышает стабильность молекулярной структуры. Азотистые основания нуклеотидов имеют пуриновые или пиримидиновые группы в своем составе, состоящие, в свою очередь, из ароматических колец. В молекуле ДНК ароматические кольца расположены примерно перпендикулярно оси спирали, поэтому их поверхности расположены параллельно, что способствует перекрыванию p-орбиталей этих оснований.
Похожий эффект, именуемый T-стэкинг, часто наблюдается в белках, когда атомы водорода с частичным положительным зарядом одной ароматической системы направлены к центру другой ароматической системы перпендикулярно плоскости последней.

## Стэкинг в технике
Некоторые жидкие кристаллы могут образовывать колончатые структуры с помощью π-π-взаимодействий.
В современных нанотехнологиях π-π-взаимодействия являются важным фактором методик молекулярной самосборки.
Обнаружение ароматических веществ газоанализаторами также может быть основано на явлении стэкинга.

## Количественные расчеты π-π-взаимодействия и оценки его вклада в межмолекулярные взаимодействия
Для количественных расчетов π-π-взаимодействия (стэкинга) в настоящее время применяется программа CrystalExplorer. По этой же программе можно провести оценку их вклада в общий баланс межмолекулярных взаимодействий с применением расчета поверхностей Хиршфельда.

## Внешние ссылки
- The physical basis of nucleic acid base stacking in water.